# Rashid Sumaila
Rashid Sumaila (Cape Coast, 18 december 1992) is een Ghanees voetballer die bij voorkeur als centrale verdediger speelt. Hij verruilde in 2013 Asante Kotoko voor Mamelodi Sundowns FC.

## Clubcarrière
Sumaila begon zijn profcarrière bij het Ghanese Ebusua Dwarfs. In november 2011 ging hij testen bij het Franse RC Lens. In 2012 trok hij naar Asante Kotoko. Na één jaar verliet hij Asante Kotoko alweer en tekende hij een vijfjarig contract bij het Zuid-Afrikaanse Mamelodi Sundowns FC.

## Interlandcarrière
Sumaila werd op 7 november 2011 voor het eerst geselecteerd voor het Ghanees voetbalelftal voor de oefenwedstrijden tegen Sierra Leone en Gabon. Hij behoorde tot de voorselectie voor de Afrika Cup 2012, maar haalde de definitieve selectie niet. Op 19 november 2013 plaatste hij zich met Ghana voor het WK 2014 in Brazilië nadat Ghana in de play-offs te sterk bleek voor Egypte. In beide play-offwedstrijden stond hij in de basiself.
1 Kwarasey ·
2 Opare ·
3 Gyan ·
4 Mensah ·
5 Sumaila ·
6 Muntari ·
7 Atsu ·
8 Essien ·
9 Boateng ·
10 A. Ayew ·
11 J. Ayew ·
12 Waris ·
13 Boye ·
14 Asamoah ·
15 Adomah ·
16 Badu ·
17 Mubarak ·
18 Acquah ·
19 Rabiu ·
20 Afful ·
21 Inkoom ·
22 Adams ·
23 Dauda ·
Coach: Appiah